# Leopold Staff
Pour les articles homonymes, voir Staff.
Leopold Henryk Staff, né le 14 novembre 1878 à Lemberg (royaume de Galicie et de Lodomérie), mort le 31 mai 1957  à Skarżysko-Kamienna (dans la voïvodie de Kielce), est un poète, écrivain, dramaturge, essayiste et traducteur polonais, considéré comme l'un des plus grands artistes du modernisme polonais. La poésie de Staff fait le trait d'union entre la génération de Jeune Pologne (début du XXe siècle) et celle d'après 1918 Skamander).

## Biographie
Fils de František Staff, confiseur d'origine bohémienne établi à Lemberg où il animait la communauté de ses compatriotes, Leopold Staff est le frère aîné du professeur Franciszek Staff (pl), ichtyologue de réputation internationale, et de Ludwik Maria Staff (pl), écrivain disparu prématurément à l'âge de 23 ans. 
Il fait des études de philosophie et de philologie romane à l'université de Lwów de 1901 à 1906. Il participe à la vie littéraire et artistique de l'université et il est membre de l'antenne locale de la revue cracovienne Młodość (pl). Il est influencé par la découverte de l'œuvre de Nietzsche dans l'esprit duquel il écrit ses premiers poèmes publiés. Il est également sensible à l'œuvre de François d'Assise et il traduit les Fioretti.
Il participe aux activités du groupe artistique informel Płanetnicy, qui se réunit à la villa de Maryla Wolska (pl) auprès de la fondation Ossolineum, avec notamment Ostap Ortwin (pl), Józef Ruffer (pl), Jan Kasprowicz, Edward Porębowicz (pl), Stanisław Antoni Mueller (pl). En été, les réunions du groupe ont lieu dans les Carpates près de Skole. 
De 1901 à 1903 il vit en France et en Italie. Son premier recueil publié en 1901,Sny o potędze (Rêves de puissance), connait un succès foudroyant. L'Italie lui fait mieux réveille son penchant pour la beauté classique: Gałąź kwitnąca (Rameau en fleurs) Uśmiechy godzin (Sourires de heures)
Pendant la Première Guerre mondiale, les troupes russes brûlent sa riche bibliothèque en 1915 et l'emmènent de Lwów à Kharkov. Il reste en Russie jusqu'en 1918, date à laquelle il s'installe à Varsovie . 
En 1920 roku il se marie avec une enseignante de géographie Helena Lindenbaum. 
En 1920-1921, il fait partie de la rédaction de la revue Nowy Przegląd Literatury i Sztuki (pl). Il appartient à la Société des écrivains et journalistes polonais (qu'il préside de 1924 à 1931). De 1933 à 1939, il siège à l'Académie polonaise de littérature dont il est élu vice-président. Membre d'honneur du PEN Club, il a alors beaucoup d'influence dans les milieux littéraires et culturels en général. Outre ses propres œuvres, il publie de nombreuses traductions du latin, du grec ancien, du français (Jean-Christophe de Romain Rolland; Le Neveu de Rameau de Diderot), de l'italien (Jacques de Voragine), de l'allemand (Goethe et Nietzsche) et des langues scandinaves. Sa candidature au Prix Nobel de littérature est présentée.
Il passe la Deuxième guerre mondiale à Varsovie, où il participe avec sa femme aux activités clandestines de l'université fermée par les occupants (il donne des cours de littérature). Il y revient en 1949 après avoir passé les années 1944-1949 à Cracovie. Sa création est marquée par les années de guerre. Leopold Staff se lie d'amitié avec l'abbé Antoni Boratyński, vicaire puis curé à Skarżysko-Kamienna qui le soutient dans les moments difficiles et l'inspire dans son activité.
Il est enterré au Cimetière de Powązki dans l’Allée des Grands Hommes.

## Galerie

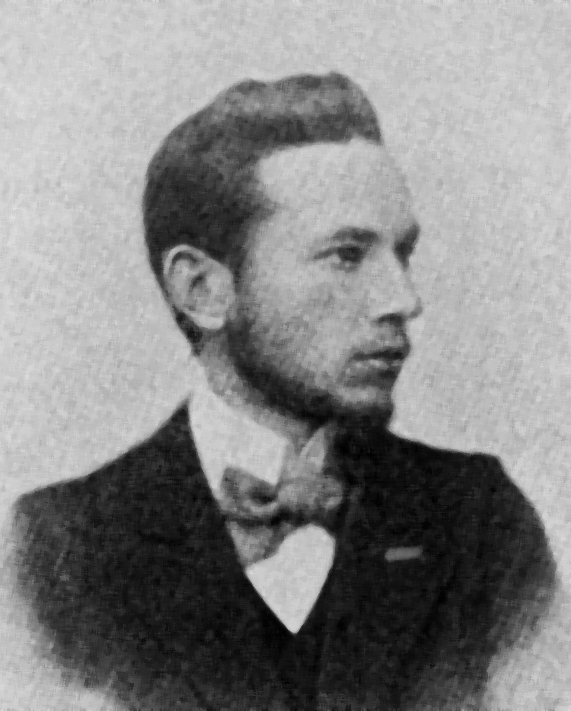
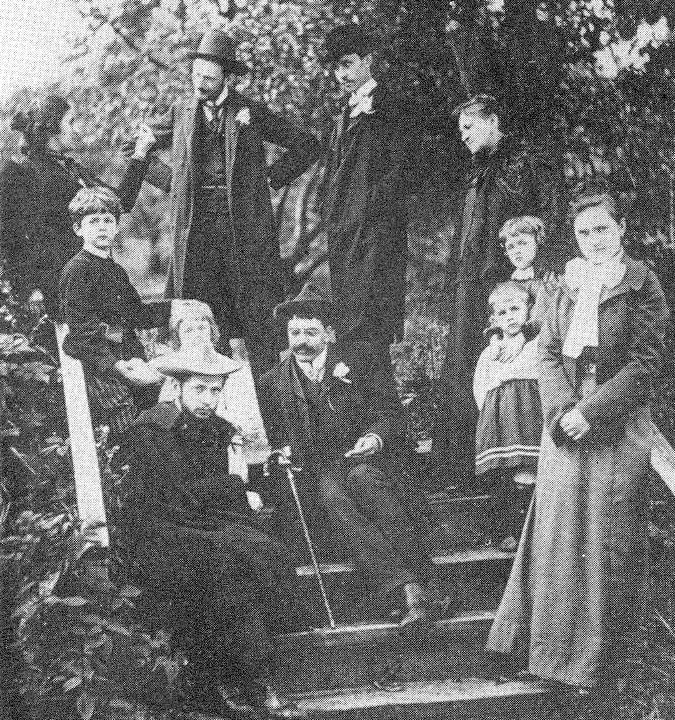
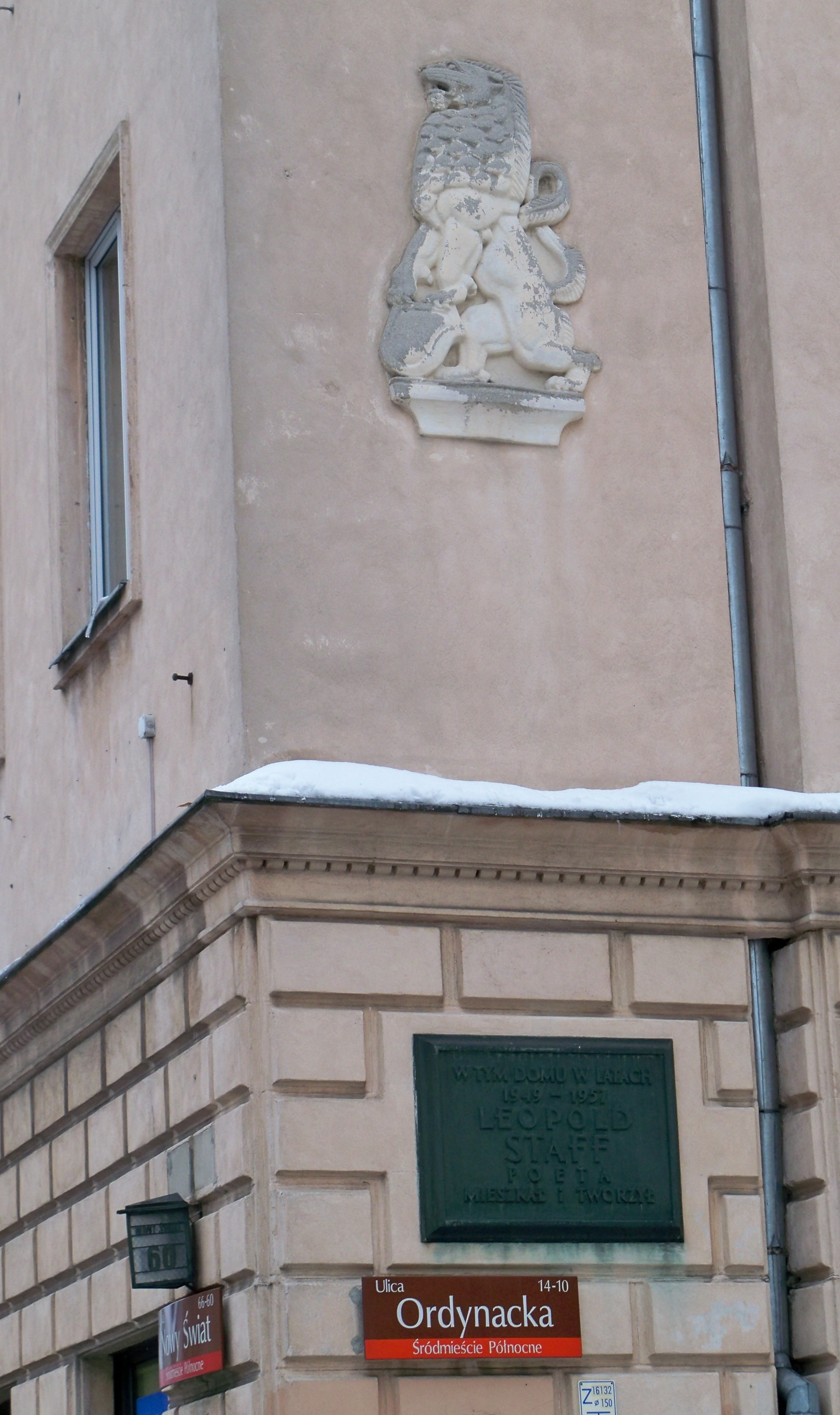
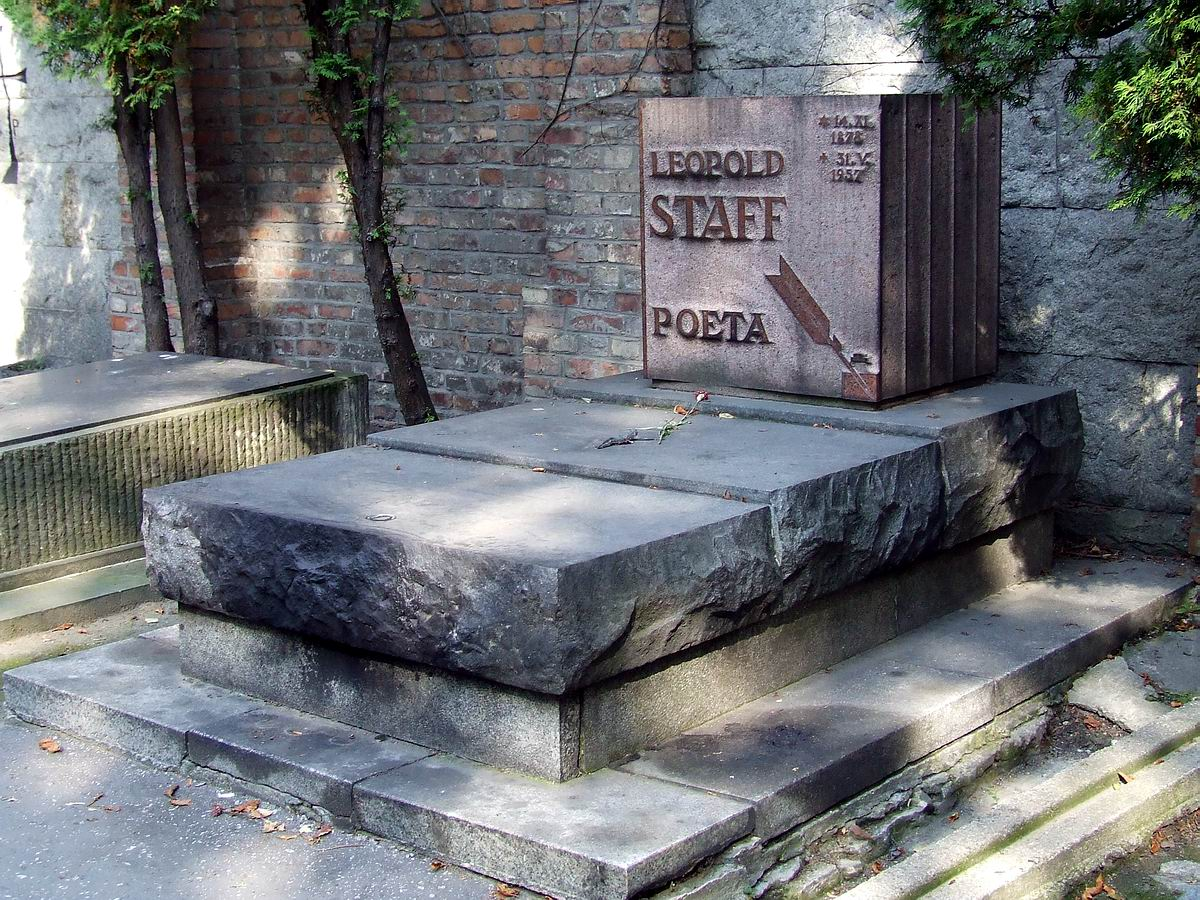
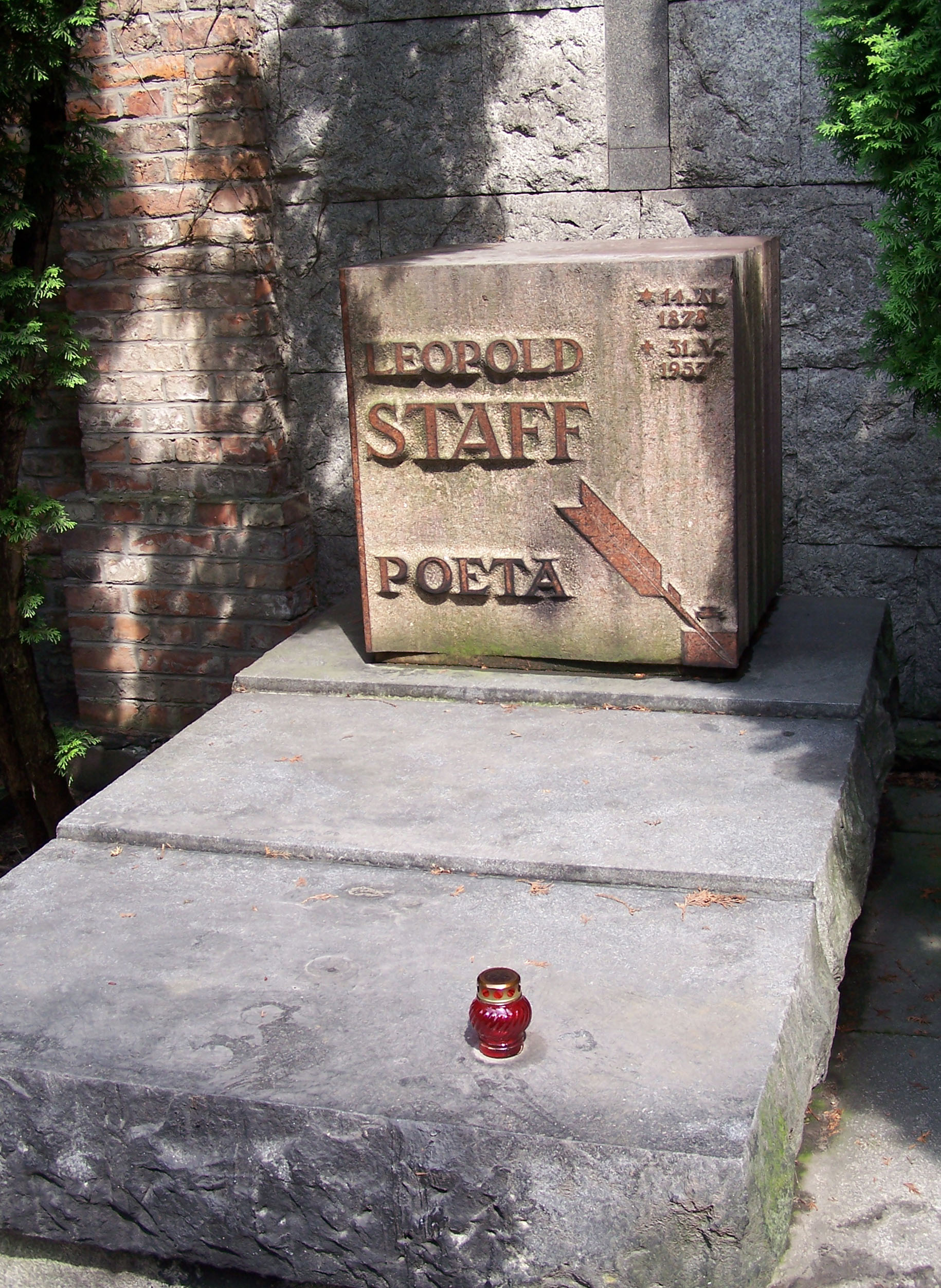

## Œuvres
(janvier 2016).

### Poésie
- 1901 Sny o potędze (Rêves de puissance)
- 1902 Mistrz Twardowski. Pięć śpiewów o czynie (Maître Twardowski)
- 1903 Dzień duszy (Jour de l'âme)
- 1905 Ptakom niebieskim (Aux Oiseaux du ciel)
- 1908 Gałąź kwitnąca (Rameau en fleurs)
- 1910 Uśmiechy godzin (Sourires de heures)
- 1911 W cieniu miecza (À l'ombre de l'épée)
- 1914 Łabędź i lira (Le Cygne et la Lyre)
- 1916 Siew doli
- 1918 Tęcza łez i krwi (Arc en ciel des larmes et du sang)
- 1919 Oczy otchłani (Les Yeux de l'abîme)
- 1919 Pieśń o skowronku (Le Chant du rossignol)
- 1919 Sady (Vergers)
- 1919 Ścieżki polne (Sentiers champêtres)
- 1919 Wino miłości (Le Vin de l'amour)
- 1921 Szumiąca muszla (Le Chuchotement du Coquillage )
- 1922 Żywiąc się w locie (Se nourrissant au vol)
- 1924 Chrystus i nędza (Le Christ et la misère)
- 1927 Ucho igielne (Le Chas de l'aiguille)
- 1932 Wysokie drzewa (Les Hauts Arbres)
- 1936 Barwa miodu (La Couleur du miel)
- 1946 Martwa pogoda (Le Temps Mort)
- 1954 Wiklina (L'Osier)
- 1957 Dziewięć muz (Neuf muses)

### Théâtre
- 1904 Skarb (Le Trésor)
- 1906 Godiwa (Godiva)
- 1909 Igrzysko (Spectacle)
- 1912 To samo  (La même chose) Wawrzyny (Les Lauriers)
- 1920 Południca (La Dame de midi)

### Traduction
- 1910 Kwiatki św. Franciszka z Asyżu (Les fioretti de saint François d'Assise)